# Валония
Валония (лат. Valonia) — род морских зелёных водорослей из порядка кладофоровых (Cladophorales).

## Описание
Встречаются по всему миру в тропических и субтропических морях. Таллом 5—15 см, кустистый, из небольшого числа крупных многоядерных клеток или из одной гигантской клетки, с небольшими ризоидами при основании. Размножение зооспорами, изредка — изогамия. Используются как объект для изучения внутриклеточных процессов.

## Виды
Около 10 видов:
- Valonia aegagropila C.Agardh
- Valonia barbadensis W.R.Taylor
- Valonia caespitosa P.L.Crouan & H.M.Crouan
- Valonia cladophora Kützing
- Valonia fastigiata Harvey ex J.Agardh
- Valonia macrophysa Kützing
- Valonia oblongata J.Agardh
- Valonia trabeculata Egerod
- Valonia utricularis (Roth) C.Agardh
- Valonia ventricosa — Валония пузатая C.Agardh, 1823